# Myospila flavicans
Myospila flavicans är en tvåvingeart som beskrevs av Malloch 1921. Myospila flavicans ingår i släktet Myospila och familjen husflugor. Inga underarter finns listade i Catalogue of Life.